# Breath of Fire 6
Breath of Fire 6: Hakuryū no Shugosha-tachi (japonês: ブレスオブファイア6 白竜の守護者たち, Hepburn: Breath of Fire 6: Guardians of the White Dragon) foi um jogo online gratuito, role-playing video game com microtransações desenvolvido e publicado pela Capcom. Este foi o sexto jogo da série principal de Breath of Fire. O jogo foi lançado em 24 de fevereiro para Microsoft Windows computadores[carece de fontes?] e, apesar do sucesso da franquia, isso não impediu que o jogo sofresse boicotes, chegando a estar com nota 1.8, de 5, na Playstore. Em virtude disso, em 27 de setembro de 2017, a CAPCOM encerrou todas as atividades do jogo, alegando "mudanças no ambiente externo" como razão para o encerramento do game.